# PayU
PayU est une fintech qui fournit une technologie de paiement aux marchands en ligne. L'entreprise a été fondée en 2002 et son siège social est à Hoofddorp, aux Pays-Bas et fournit la majorité de ses services en Inde. Elle permet aux commerces en ligne d'accepter et de traiter des paiements à l'aide des méthodes de paiement qui peuvent être intégrées dans des applications web ou mobile. En 2018, le service est disponible dans 17 pays. L'entreprise appartient au groupe Naspers et sa valorisation est de 5 milliards de dollars.